# Liste der Biografien/Barth
Liste der Biografien |
Portal Biografien |
Personensuche
# |
A |
B |
C |
D |
E |
F |
G |
H |
I |
J |
K |
L |
M |
N |
O |
P |
Q |
R |
S |
T |
U |
V |
W |
X |
Y |
Z |
?
 
Ba |
Be |
Bd |
Bg |
Bh |
Bi |
Bj |
Bl |
Bm |
Bn |
Bo |
Br |
Bs |
Bu |
Bw |
By |
Bz
 
Baa |
Bab |
Bac |
Bad |
Bae |
Baf |
Bag |
Bah |
Bai |
Baj |
Bak |
Bal |
Bam |
Ban |
Bao |
Bap |
Baq |
Bar |
Bas |
Bat |
Bau |
Bav |
Baw |
Bax–Baz
 
Bara |
Barb |
Barc |
Bard |
Bare |
Barf |
Barg |
Barh |
Bari |
Barj |
Bark |
Barl |
Barm |
Barn |
Baro |
Barp |
Barq |
Barr |
Bars |
Bart |
Baru |
Barv |
Barw |
Bary |
Barz
 
Barta |
Bartb |
Bartc |
Bartd |
Barte |
Bartf |
Barth |
Barti |
Bartk |
Bartl |
Bartm |
Bartn |
Barto |
Bartr |
Barts |
Bartt |
Bartu |
Bartv |
Barty |
Bartz
Die Liste der Biografien führt alle Personen auf, die in der deutschsprachigen Wikipedia einen Artikel haben. Dieses ist eine Teilliste mit 540 Einträgen von Personen, deren Namen mit den Buchstaben „Barth“ beginnt.

## Barth

### Barth J
- Barth Jörgensen, Dorothea (* 1990), schwedisches Model

### Barth V
- Barth von Wehrenalp, Burghard Josef (1821–1894), österreichischer Jurist und DuOeAV-Funktionär
- Barth von Wehrenalp, Erwin (1911–1996), österreichischer Publizist und Verleger

### Barth Z
- Barth zu Barthenau, Ludwig (1839–1890), österreichischer Chemiker
- Barth zu Harmating, Ernst von (1849–1934), bayerischer General der Infanterie

### Barth, A – Barth, W

#### Barth, A
- Barth, Achim (1950–1989), deutscher Journalist und Autor
- Barth, Adolf (1852–1936), deutscher Mediziner
- Barth, Adolph Ambrosius (1827–1869), deutscher Buchhändler und Verleger
- Barth, Albert (1814–1885), deutscher Architekt
- Barth, Albert (1856–1914), deutscher Landwirt und Politiker
- Barth, Albert (1874–1927), Schweizer Theologe und Schulreformer
- Barth, Alexander (* 1962), deutscher Jurist
- Barth, Alfons (1913–2003), Schweizer Architekt
- Barth, Alfred (* 1969), österreichischer Arbeits- und Organisationspsychologe und Hochschullehrer
- Barth, Amandus (1857–1941), deutscher Politiker, MdL
- Barth, Amédé (1899–1926), Schweizer Maler und Zeichner
- Barth, André (* 1969), deutscher Jurist und Politiker (AfD)
- Barth, Andrea (* 1972), deutsche Kunstradfahrerin
- Barth, Andreas (* 1958), deutscher Fußballspieler
- Barth, Andres (1916–1990), Schweizer Maler und Gärtner
- Barth, Anja (* 1979), deutsche Schauspielerin
- Barth, Anton (1787–1848), Bürgermeister der Stadt Augsburg
- Barth, Antonie (1871–1956), zweite Gattin von Herzog Ludwig in BayernAntonie Barth (1871–1956)

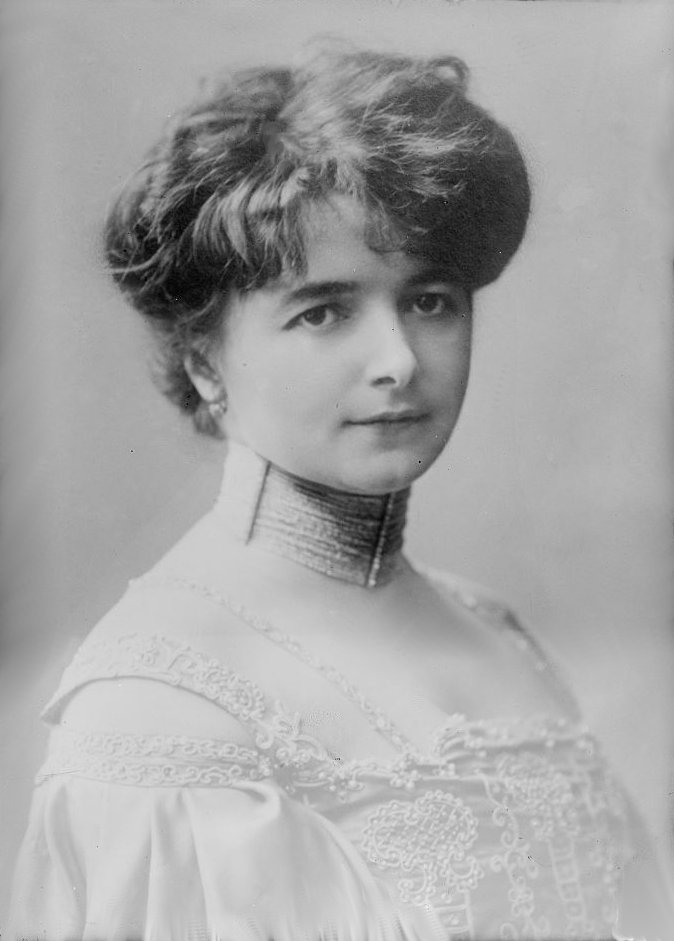
Antonie Barth (1871–1956)

- Barth, Ariane (* 1943), deutsche Journalistin und Sachbuchautorin
- Barth, Arno (1893–1949), deutscher Kommunalpolitiker (SPD, SED) und Rechtsanwalt
- Barth, Arthur (1858–1927), deutscher Chirurg und Hochschullehrer in Danzig
- Barth, Arthur Julius (1878–1926), deutscher Maler und Graphiker
- Barth, Auguste (1834–1916), französischer Indologe

#### Barth, B
- Barth, Barbara (* 1983), deutsche Jazzmusikerin (Gesang, Arrangement, Komposition)
- Barth, Belle (1911–1971), US-amerikanische Komödiantin
- Barth, Benjamin (* 1978), deutscher Basketballschiedsrichter
- Barth, Benny (1929–2017), US-amerikanischer Jazz-Schlagzeuger
- Barth, Bernd-Rainer (* 1957), deutscher Historiker
- Barth, Berndt (* 1941), deutscher Sportwissenschaftler, Hochschullehrer, Sportbuchautor
- Barth, Bibiana (* 1986), deutsche Journalistin und Moderatorin
- Barth, Birgit (* 1962), deutsche Leichtathletin
- Barth, Bjørn (1931–2014), norwegischer Diplomat
- Barth, Boris (1961–2023), deutscher Historiker
- Barth, Bruce (* 1958), US-amerikanischer Jazzpianist

#### Barth, C
- Barth, Carl (1787–1853), deutscher Zeichner und Kupferstecher
- Barth, Carl Anton von (1758–1797), deutscher Jurist und Bürgermeister von München
- Barth, Carl Georg (1860–1939), norwegisch-amerikanischer Mathematiker und Ingenieur
- Barth, Carl Gottlieb (1819–1898), deutscher Politiker, MdL, Gemeindevorstand, Ortsrichter und Gutsbesitzer
- Barth, Carl Josef (1896–1976), deutscher Maler
- Barth, Carl Mildreich († 1858), deutscher Baumeister
- Barth, Carl Theodor (1805–1837), deutscher Jurist und Publizist
- Barth, Carmen (1912–1985), US-amerikanischer Boxer
- Barth, Carola (1879–1959), deutsche Oberstudiendirektorin und Theologin
- Barth, Caspar von (1587–1658), deutscher Philologe
- Barth, Christian (* 1935), deutscher Internist, Biochemiker und Ernährungswissenschaftler
- Barth, Christian (* 1960), deutscher Jurist, Amtschef und Ministerialdirektor
- Barth, Christian Gottlob (1799–1862), deutscher evangelischer Pfarrer, Pietist, Schriftsteller und Verleger
- Barth, Christian Karl (1775–1853), deutscher Historiker
- Barth, Christian Samuel (1735–1809), deutscher Oboenvirtuose und Komponist
- Barth, Christoph (1917–1986), Schweizer evangelischer Geistlicher und Hochschullehrer
- Barth, Claudia (* 1975), deutsche Ruderin
- Barth, Clotilde (1867–1949), deutsche Theaterschauspielerin
- Barth, Cornelia (* 1958), deutsche Politikerin (BSW, zuvor Die Linke)

#### Barth, D
- Barth, Detlev (* 1951), deutscher Politiker (CDU), MdL
- Barth, Dieter (* 1943), deutscher Grafiker, Maler und bildender Künstler
- Barth, Dirk (* 1944), deutscher Bibliothekar
- Barth, Dorothee (* 1964), deutsche Musikdidaktikerin

#### Barth, E
- Barth, Eberhard (1897–1972), deutscher Ministerialbeamter
- Barth, Eddie (1931–2010), US-amerikanischer Schauspieler und Synchronsprecher
- Barth, Edgar (1917–1965), deutscher RennfahrerEdgar Barth (1917–1965)

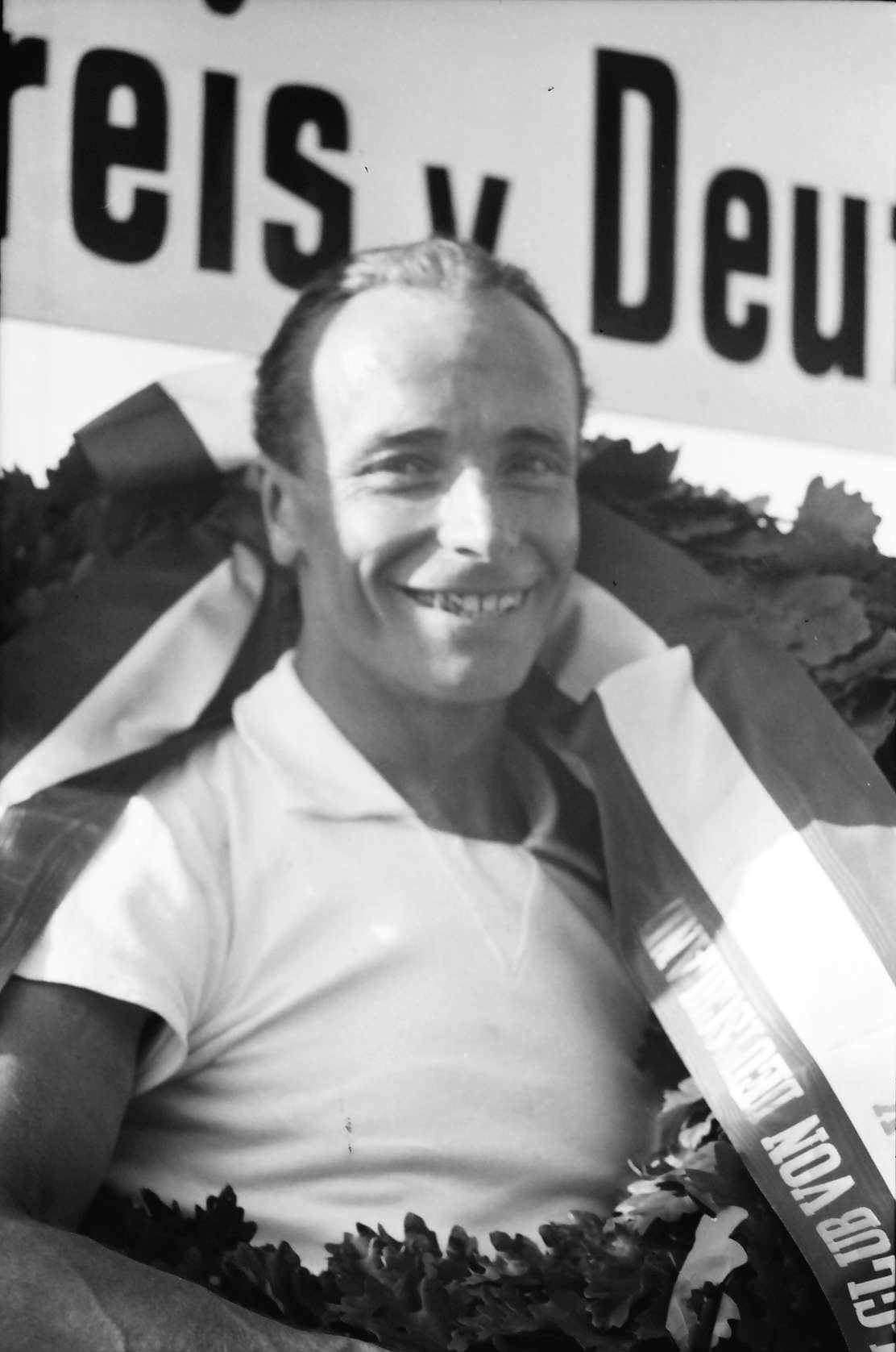
Edgar Barth (1917–1965)

- Barth, Edmond Paul de (1754–1808), französische Zisterzienserin, Trappistin und Oberin von Kloster Darfeld-Rosenthal
- Barth, Eduard (1802–1843), deutscher Maler und Kupferstecher
- Barth, Elke (* 1956), deutsche Sprinterin
- Barth, Elke (* 1965), deutsche Germanistin und Politikerin (SPD), MdL
- Barth, Elly (* 1891), deutsche Pianistin
- Barth, Emil (1879–1941), deutscher Politiker
- Barth, Emil (1900–1958), deutscher Schriftsteller
- Barth, Enrico (* 1969), deutscher Fußballspieler
- Barth, Ernst (1906–1994), deutscher Architekt
- Barth, Ernst (1909–1992), deutscher Pädagoge und Heimatforscher des Erzgebirges
- Barth, Ernst Louis (1831–1904), deutscher Lehrer und Autor
- Barth, Erwin (1880–1933), deutscher Gartenarchitekt und HochschullehrerErwin Barth (1880–1933)

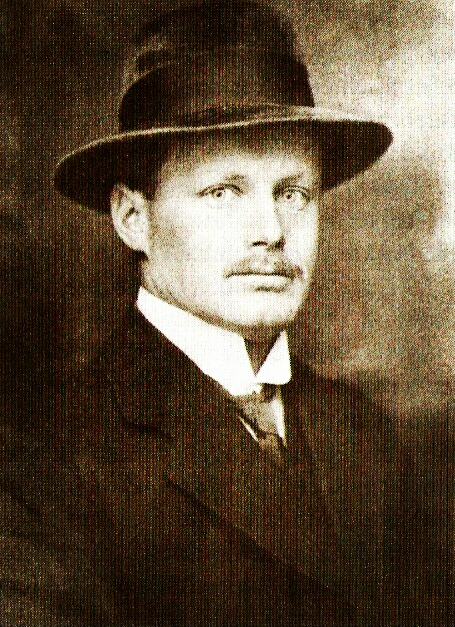
Erwin Barth (1880–1933)

- Barth, Erwin (1884–1959), deutscher Redakteur und Polizeipräsident

#### Barth, F
- Barth, Felix (1851–1931), sächsischer General der Infanterie
- Barth, Ferdinand (1842–1892), deutscher Bildhauer, Maler und Zeichner
- Barth, Ferdinand (1902–1979), deutscher Maler
- Barth, Ferdinand H. (1932–2005), deutscher Theologe; Mitbegründer und Rektor der Evangelischen Fachhochschule Darmstadt (EFHD)
- Barth, Franz (1802–1877), deutscher Jurist und Politiker
- Barth, Franz (1886–1951), deutscher Politiker (NSDAP), MdR
- Barth, Franz Karl (1889–1932), deutscher Historiker und Archivar
- Barth, Franz Xaver (1821–1894), deutscher Historienmaler und Freskant
- Barth, Frédéric (* 1979), Schweizer Autorennfahrer
- Barth, Fredrik (1928–2016), norwegischer Ethnologe
- Barth, Friederike (* 1975), deutsche Hockeyspielerin
- Barth, Friedrich (1867–1947), deutscher Schiffsmodellbauer
- Barth, Friedrich August (1816–1879), deutscher konservativer Politiker, MdL (Königreich Sachsen)
- Barth, Friedrich August Alexander (1857–1935), deutscher Mediziner
- Barth, Friedrich G. (* 1940), deutsch-österreichischer Neurobiologe und Zoologe
- Barth, Friedrich Gottlieb (1738–1794), deutscher Pädagoge und Sprachwissenschaftler
- Barth, Friedrich Karl (* 1938), deutscher Pfarrer und Lieddichter
- Barth, Fritz, deutscher Fußballspieler
- Barth, Fritz (1856–1912), Schweizer evangelisch-reformierter Theologe und Professor für Kirchengeschichte und Neues Testament
- Barth, Fritz (* 1968), deutscher Schauspieler und Autor

#### Barth, G
- Barth, Gene (1930–1991), US-amerikanischer Schiedsrichter im American Football
- Barth, Georg (* 1875), deutscher Unternehmer, Chemiker und Hofrat
- Barth, Georg (1876–1947), deutscher Jurist und Politiker (DNVP), MdR
- Barth, Georg Karl (* 1863), deutscher Pädagoge
- Barth, Gernot (* 1957), deutscher Pädagoge und Mediator
- Barth, Gotthard (1913–1996), österreichischer Privatgelehrter
- Barth, Gottlob (1884–1958), deutscher Verwaltungsbeamter, Landrat und Bürgermeister
- Barth, Gottlob Georg (1777–1848), deutscher Architekt und württembergischer Baubeamter
- Barth, Gunther (1915–1988), deutscher Radiologe und Hochschullehrer
- Barth, Gustav (1811–1897), österreichischer Liederkomponist, Pianist und Chorleiter

#### Barth, H
- Barth, Hanna (1911–1961), deutsche Malerin und Grafikerin
- Barth, Hanns (1873–1944), österreichischer Autor, Redakteur und DuOeAV-Funktionär
- Barth, Hans (1862–1928), deutscher Journalist und Schriftsteller
- Barth, Hans (1904–1965), Schweizer Journalist und Philosoph
- Barth, Hans (1934–2011), deutscher Publizist und Wissenschaftsautor
- Barth, Hans Joachim (1927–2001), deutscher Kirchenmusiker, Autor und Komponist
- Barth, Hans-Martin (* 1939), deutscher Theologe und Professor für Systematische Theologie an der Philipps-Universität Marburg
- Barth, Heidrun (* 1961), deutsche Ruderin und Pfarrerin
- Barth, Heike, deutsche Pop- und Crossover-Sängerin
- Barth, Heinrich (1821–1865), deutscher AfrikaforscherHeinrich Barth (1821–1865)

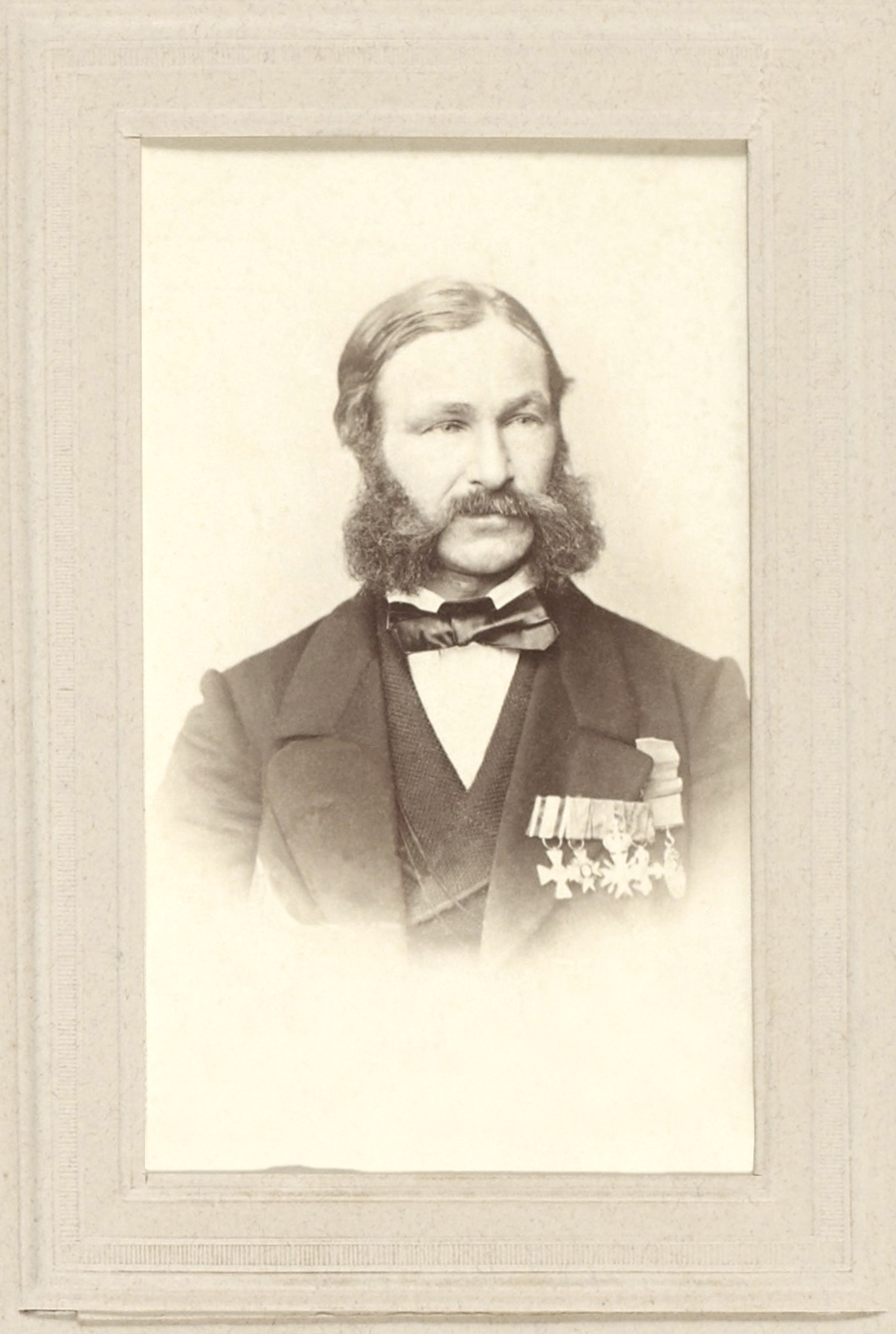
Heinrich Barth (1821–1865)

- Barth, Heinrich (1881–1956), deutscher Maler und Autor
- Barth, Heinrich (1890–1965), Schweizer Philosoph
- Barth, Heinrich (1895–1949), deutscher Politiker (SPD), MdL
- Barth, Heinrich (* 1900), deutscher Verwaltungsjurist und SA-Führer
- Barth, Heinrich (1914–1997), deutscher Politiker (CDU)
- Barth, Heinz (* 1910), deutscher Journalist und Auslandskorrespondent
- Barth, Heinz (1914–1991), deutscher Holzgestalter
- Barth, Heinz (1920–2007), deutscher SS-Obersturmführer (Waffen-SS)Heinz Barth (1920–2007)

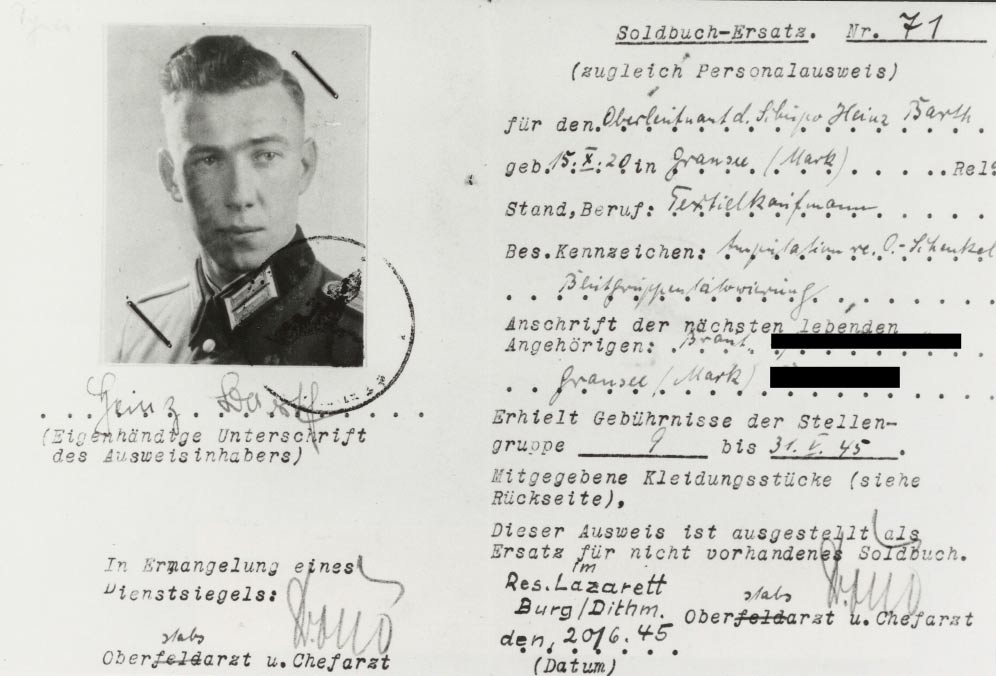
Heinz Barth (1920–2007)

- Barth, Heinz-Lothar (* 1953), deutscher Altphilologe und Hochschullehrer
- Barth, Helga (* 1961), deutsche Diplomatin
- Barth, Helmuth (1933–1991), deutscher Tier- und Dokumentarfilmer
- Barth, Herbert (1910–1998), deutscher Musikschriftsteller
- Barth, Herbert (* 1929), deutscher Diplomat, Botschafter der DDR
- Barth, Hermann (1866–1946), deutscher evangelischer Pfarrer und Autor
- Barth, Hermann (1945–2017), deutscher evangelischer Theologe und Ethiker
- Barth, Hermann von (1845–1876), deutscher Bergsteiger
- Barth, Horst (1933–2018), deutscher Lehrer und Politiker (FDP)
- Barth, Horst (1934–1999), deutscher Fußballspieler
- Barth, Hugo (1903–1976), deutscher Zehnkämpfer und Hürdenläufer

#### Barth, I
- Barth, Ildephons (1698–1757), deutscher Benediktinerabt
- Barth, Isabelle (* 1983), Schweizer Schauspielerin
- Barth, Isolde (* 1948), deutsche Schauspielerin

#### Barth, J
- Barth, Jakob (1851–1914), deutsch-jüdischer Orientalist
- Barth, Jan-Göran (* 1978), deutscher Koch
- Barth, Jessica (* 1978), US-amerikanische SchauspielerinJessica Barth (* 1978)

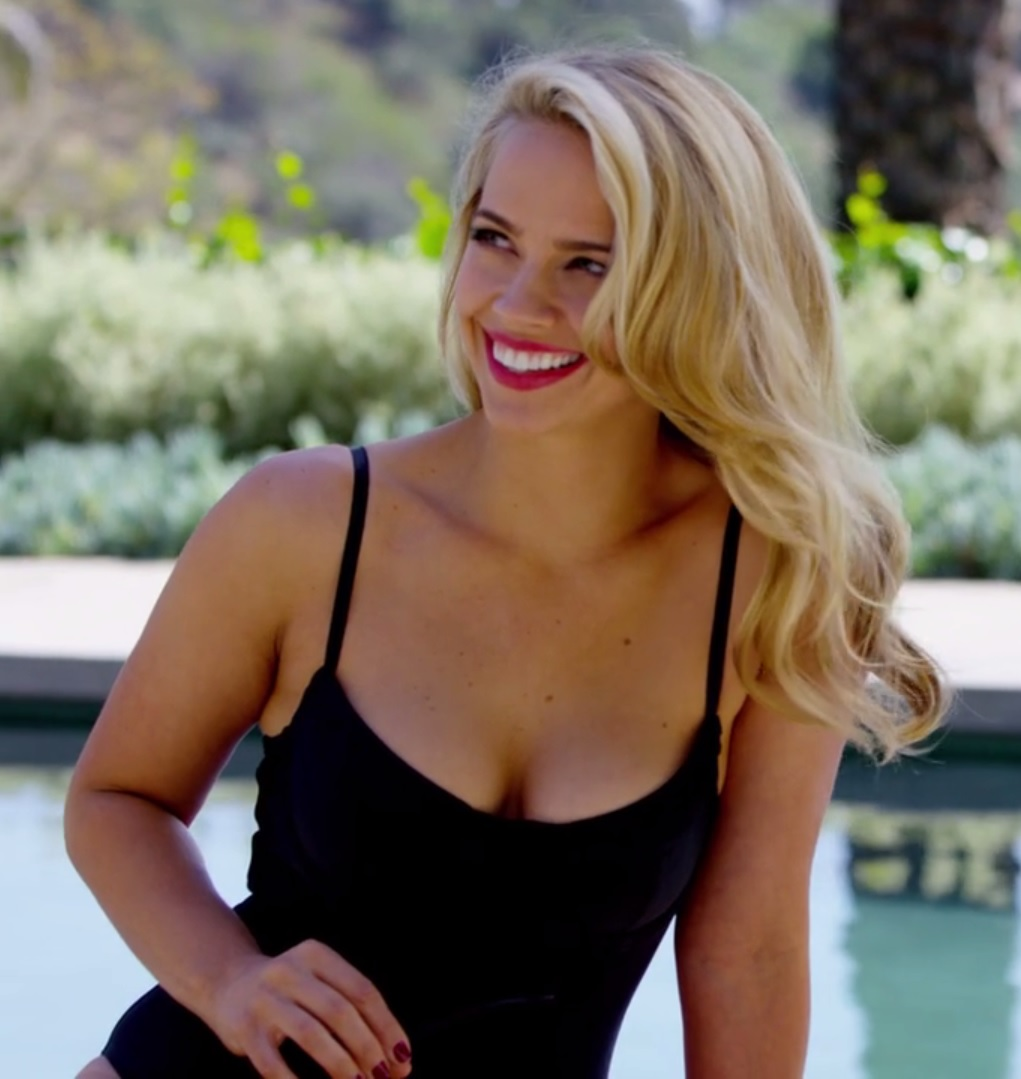
Jessica Barth (* 1978)

- Barth, Joachim, deutscher Lichtdesigner
- Barth, Joachim (* 1942), deutscher Dermatologe und Allergologe
- Barth, Johann Ambrosius (1760–1813), deutscher Buchhändler und Verleger
- Barth, Johann Christian († 1759), Advokat und Bergrat
- Barth, Johann Michael (* 1723), deutscher Mediziner und Leibarzt des Kanzlers von Litauen Fürst Czartoryski
- Barth, Johannes (1891–1981), deutscher Unternehmer
- Barth, John (1930–2024), US-amerikanischer Schriftsteller
- Barth, Josef (1842–1916), Südtiroler Fassmaler und Vergolder
- Barth, Josef (1860–1941), österreichisch-tschechoslowakischer Gewerkschafter und Politiker
- Barth, Josef (1869–1910), österreichischer Gewerkschafter und Politiker
- Barth, Joseph, bayerischer Politiker
- Barth, Joseph († 1818), österreichischer Mediziner
- Barth, Julia (* 1995), deutsche Politikerin (SPD)
- Barth, Jürgen (1943–2011), deutscher Bahnradsportler
- Barth, Jürgen (* 1947), deutscher Automobilrennfahrer
- Barth, Jürgen (* 1955), deutscher Politiker (SPD), MdL
- Barth, Jürgen (* 1957), deutscher Basketballspieler, -trainer und -funktionär
- Barth, Jutta (* 1949), deutsche bildende Künstlerin

#### Barth, K
- Barth, Kai (* 1989), deutscher Basketballspieler
- Barth, Karl (1811–1886), bayerischer Jurist, Schriftsteller und Politiker
- Barth, Karl (1877–1951), deutscher Architekt und Stadtplaner
- Barth, Karl (1886–1968), Schweizer evangelisch-reformierter TheologeKarl Barth (1886–1968)

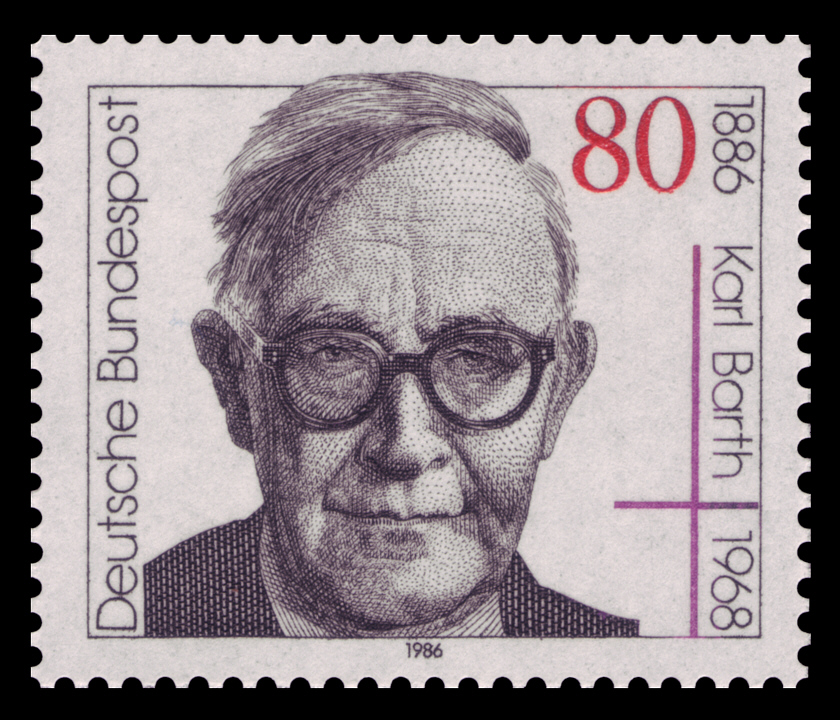
Karl Barth (1886–1968)

- Barth, Karl (1896–1962), deutscher Jurist, Nationalsozialist, Kommunalpolitiker und evangelischer Geistlicher
- Barth, Karl Günther (* 1948), deutscher Journalist, stellvertretender Chefredakteur beim Hamburger Abendblatt
- Barth, Karl Heinrich (1847–1922), deutscher Klavierpädagoge und Pianist
- Barth, Karl-Heinz (1937–2011), deutscher Innenarchitekt und Kunsthistoriker
- Barth, Kim (* 1973), deutsch-dänischer Jazzmusiker (Saxofon, Querflöte), Musikproduzent, Arrangeur und Komponist
- Barth, Klara (1880–1940), deutsche Politikerin (BVP), MdL
- Barth, Klaus (1949–2006), deutscher Schwimmer
- Barth, Konrad (1840–1924), deutscher Konsumgenossenschafter
- Barth, Kuno (1906–1994), deutscher Rechts- und Wirtschaftswissenschaftler, Hochschullehrer

#### Barth, L
- Barth, Lothar (1921–1979), deutscher Anästhesist
- Barth, Lothar (* 1970), deutscher Kommunalpolitiker (parteilos)
- Barth, Ludwig (1898–1983), deutscher Maler, Zeichner, Graphiker und Illustrator

#### Barth, M
- Barth, Maike (* 1966), deutsche Übersetzerin
- Barth, Manfred (* 1944), deutscher Fußballtorwart
- Barth, Manfred (* 1945), deutscher Bogenschütze
- Barth, Marcel (* 1986), deutscher Bahn- und Straßenradrennfahrer
- Barth, Margrit (* 1944), deutsche Politikerin (SED, PDS, Die Linke), MdA
- Barth, Mario (* 1972), deutscher Komiker und ModeratorMario Barth (* 1972)

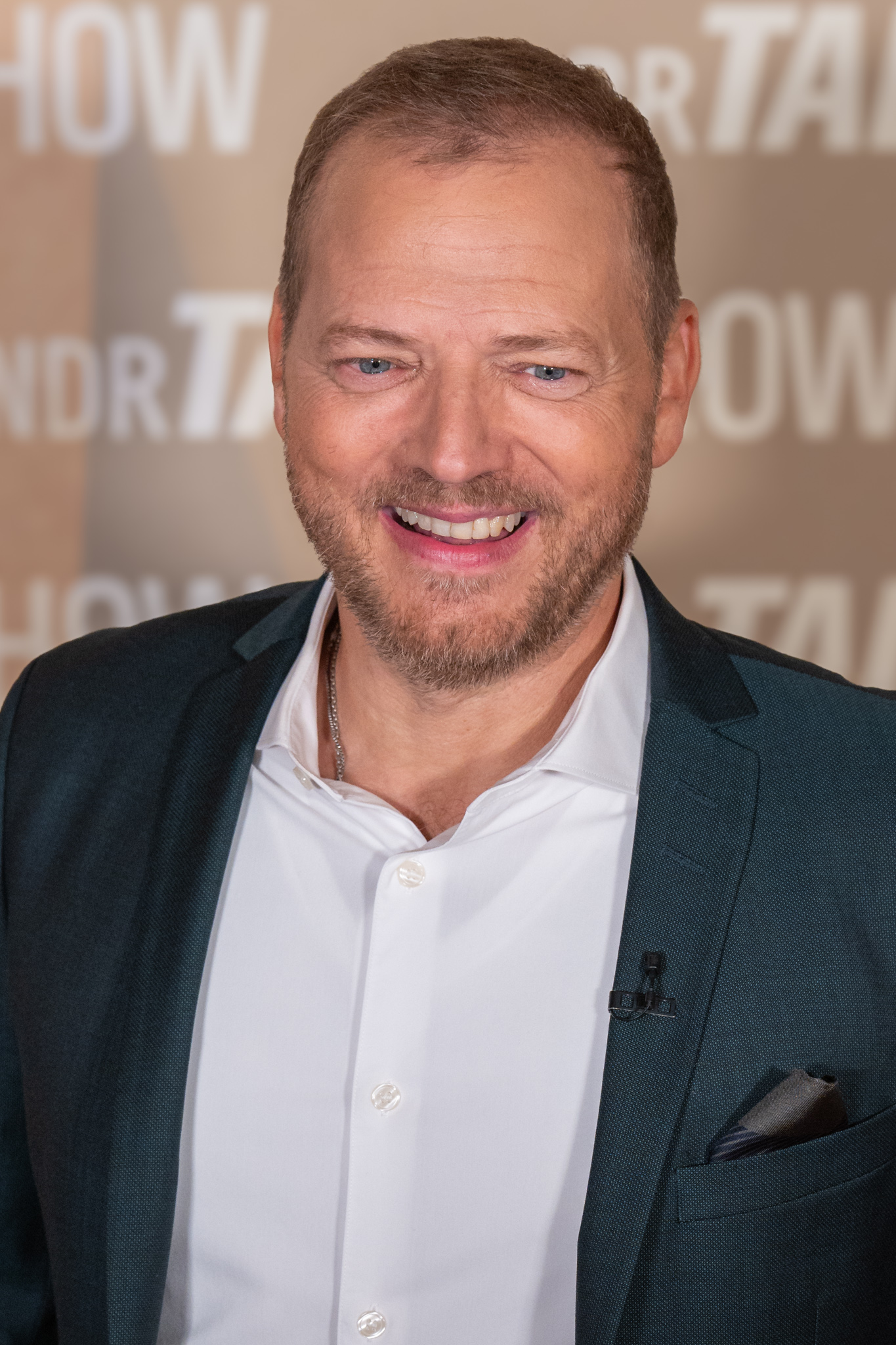
Mario Barth (* 1972)

- Barth, Markus (1915–1994), Schweizer Pfarrer, evangelisch-reformierter Theologe, Professor für Neues Testament
- Barth, Markus (* 1977), deutscher Standup-Comedian, Autor und Headwriter
- Barth, Marleen (* 1964), niederländische Politikerin
- Barth, Marquard Adolph (1809–1885), deutscher Jurist und Politiker, MdR
- Barth, Matthias (* 1974), deutscher Umweltwissenschaftler und Hochschullehrer
- Barth, Max (1844–1893), deutscher Verwaltungsbeamter, Rittergutsbesitzer und Parlamentarier
- Barth, Max (1896–1970), deutscher Journalist
- Barth, Merle (* 1994), deutsche Fußballspielerin
- Barth, Michael († 1584), deutscher Mediziner, Universitätsprofessor und Dichter
- Barth, Monika (* 1945), deutsche Schauspielerin und Fotografin
- Barth, Monika (1949–2015), Schweizer Politikerin (SP/parteilos) und Schriftstellerin

#### Barth, O
- Barth, Oliver (* 1979), deutscher Fußballspieler
- Barth, Oskar (1910–2012), deutscher Autor und Verleger
- Barth, Othmar (1927–2010), italienischer Architekt
- Barth, Otto (1876–1916), österreichischer Maler und Alpinist
- Barth, Otto (1881–1947), württembergischer Oberamtmann
- Barth, Otto (1891–1963), deutscher Generalmajor im Zweiten Weltkrieg
- Barth, Otto Wilhelm (* 1882), deutscher Verleger und Herausgeber esoterischer Schriften

#### Barth, P
- Barth, Patrick (* 1949), französischer Fußballspieler und -trainer
- Barth, Paul (1858–1922), deutscher Philosoph und Pädagoge
- Barth, Paul (1889–1965), deutscher Virtuose auf dem Violoncello
- Barth, Paul (1897–1957), deutscher Komponist und Hochschullehrer
- Barth, Paul (1921–1974), Schweizer Degenfechter
- Barth, Paul (* 1945), deutscher Judoka
- Barth, Paul Basilius (1881–1955), Schweizer Kunstmaler
- Barth, Perkeo Thomas (* 1963), deutscher Comedian und Schreinermeister
- Barth, Peter (1888–1940), Schweizer reformierter Theologe
- Barth, Peter (1898–1984), rumänischer deutschsprachiger Dichter und Apotheker
- Barth, Philip (* 1988), deutscher Schauspieler, Regisseur und Dramatiker

#### Barth, R
- Barth, Richard (1850–1923), deutscher Musiker und Komponist
- Barth, Richard (* 1883), deutscher Pädagoge
- Barth, Robert (* 1853), deutscher Pädagoge
- Barth, Robert (1886–1959), deutscher Jurist
- Barth, Robert (1900–1942), deutscher Politiker (NSDAP), Oberbürgermeister von Mainz (1934–1942)
- Barth, Robert (1910–1945), deutscher Widerstandskämpfer gegen den Nationalsozialismus und Opfer des Stalinismus
- Barth, Robert (1922–2007), Schweizer Unternehmer
- Barth, Robert (* 1952), Schweizer Historiker und Hochschullehrer an der HTW Chur
- Barth, Robert (* 1968), deutscher Speedway-Fahrer
- Barth, Roderich (* 1966), deutscher evangelischer Theologe und Hochschullehrer
- Barth, Rolf (* 1950), deutscher Theaterwissenschaftler, Theatermacher, Dozent, Drehbuch- und Kinderbuchautor
- Barth, Romina (* 1983), deutsche Kommunalpolitikerin (CDU); Oberbürgermeisterin von Torgau
- Barth, Rosa Maria (1879–1958), deutsche Graphologin und Schriftstellerin
- Barth, Rüdiger (1937–2012), deutscher Ingenieur und Entwickler im Bereich der Tontechnik
- Barth, Rüdiger (* 1972), deutscher Journalist und Autor
- Barth, Ruodi (1921–1999), Schweizer Bühnenbildner, Ausstattungsleiter, Grafiker und Illustrator.

#### Barth, S
- Barth, Sebastian (* 1985), deutscher Basketballspieler
- Barth, Siegfried, Vizepräsident des Bundesnachrichtendienstes
- Barth, Siegfried (1916–1997), deutscher Oberst der Luftwaffe der Bundeswehr
- Barth, Sigmund (1723–1772), Schweizer Maler
- Barth, Stefan (* 1967), deutscher Drehbuchautor und Regisseur
- Barth, Susanne (* 1944), deutsche Schauspielerin
- Barth, Sven (* 1980), deutscher Automobilrennfahrer

#### Barth, T
- Barth, Teo (1931–2022), deutscher Fußballspieler
- Barth, Thamara (* 1974), deutsche Schauspielerin
- Barth, Theodor (1849–1909), deutscher Politiker, MdR und Publizist
- Barth, Theodor (1875–1949), Schweizer Maler, Grafiker, Zeichner und Illustrator
- Barth, Thom (* 1951), deutscher Maler, Grafiker und Installationskünstler
- Barth, Thomas (* 1960), deutscher RadrennfahrerThomas Barth (* 1960)

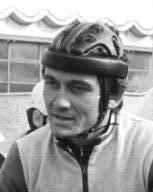
Thomas Barth (* 1960)

- Barth, Thomas (* 1977), deutscher Politiker (CDU), MdL
- Barth, Thomas (* 1977), deutscher Musikproduzent, Komponist, Blogger und Musiker
- Barth, Thomas F. W. (1899–1971), norwegischer Mineraloge und Geologe
- Barth, Tom (* 1990), deutscher Biathlet
- Barth, Tom (* 2005), deutscher Fußballspieler

#### Barth, U
- Barth, Ulrich (* 1945), deutscher evangelischer Theologe und Religionsphilosoph
- Barth, Uta (* 1958), US-amerikanische Fotografin
- Barth, Uwe (* 1964), deutscher Politiker (FDP), MdB, MdL

#### Barth, V
- Barth, Volker (* 1953), deutscher General
- Barth, Volker (1974–2021), deutscher Historiker

#### Barth, W
- Barth, Waldemar (* 1934), deutscher Fußballspieler
- Barth, Walter (1911–1945), deutscher Widerstandskämpfer gegen den Nationalsozialismus
- Barth, Werner (1912–2010), deutscher Lyriker
- Barth, Werner (* 1925), deutscher Fußballspieler
- Barth, Wilhelm (1779–1852), deutscher Architektur- und Landschaftsmaler
- Barth, Wilhelm (1856–1940), deutscher Buchhändler und Redakteur
- Barth, Wilhelm Ambrosius (1790–1851), deutscher Buchhändler und Verleger
- Barth, Willi (1899–1988), deutscher Widerstandskämpfer gegen den Nationalsozialismus und SED-Funktionär
- Barth, Wolf (1942–2016), deutscher Mathematiker
- Barth, Wolf-Eberhard (* 1941), deutscher Forstbeamter, Nationalparkleiter und Sachbuchautor
- Barth, Wolfgang (* 1952), deutscher Zahnmediziner, Sanitätsoffizier, Admiralarzt

### Barth-

#### Barth-B
- Barth-Blendinger, Anna (1884–1971), deutsche Hauswirtschaftspädagogin und Vereinsgründerin

#### Barth-E
- Barth-Engelbart, Hartmut (* 1947), deutscher Autor

#### Barth-F
- Barth-Frommel, Marie-Claire (1927–2019), schweizerische evangelisch-reformierte Pfarrerin, Missionarin und Dozentin

#### Barth-J
- Barth-Jørgensen, Jørgen (1932–2021), norwegischer Gewichtheber

#### Barth-V
- Barth-Völkel, Wolfgang (* 1954), deutscher Politiker (Partei Rechtsstaatlicher Offensive), MdHB

### Bartha
- Bartha, Albert (1877–1960), ungarischer Generaloberst, Politiker und Verteidigungsminister
- Bartha, Carol (1923–1976), rumänischer Fußballspieler
- Bartha, Clarry (* 1956), schwedisch-ungarische Opernsängerin (Sopran)
- Bartha, Dénes (1908–1993), ungarischer Musikwissenschaftler
- Bartha, Iosif (1902–1957), rumänischer Fußballspieler
- Bartha, John (1915–1991), ungarischer Schauspieler
- Bartha, Justin (* 1978), US-amerikanischer SchauspielerJustin Bartha (* 1978)

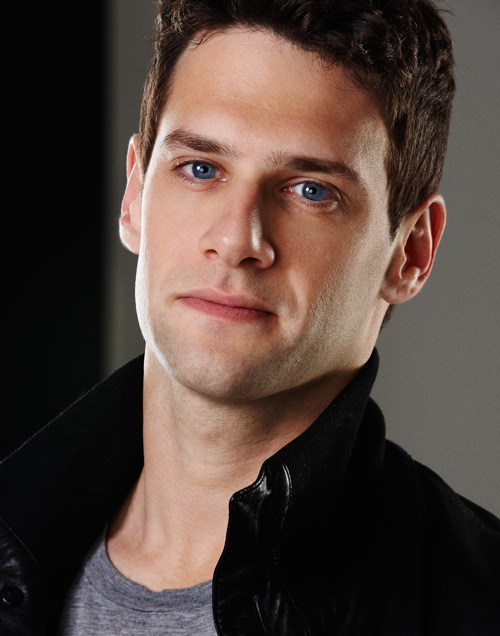
Justin Bartha (* 1978)

- Bartha, Károly (1884–1964), ungarischer Offizier und Politiker, Verteidigungsminister (1938–1942)
- Bartha, Károly (1907–1991), ungarischer Schwimmer
- Bartha, László (1925–1982), ungarischer Sprinter
- Bartha, Levente (* 1977), rumänischer Bobsportler und Speerwerfer
- Bartha, Panna (* 2004), ungarische Tennisspielerin
- Bartha, Peter (1937–2015), deutscher Mineraloge und Feuerfeststein-Experte
- Bartha, Rezső (1912–2001), ungarischer Moderner Fünfkämpfer
- Bartha, Robert (* 1969), deutscher Musiker, Produzent und Komponist
- Bartha, Tibor (1912–1995), ungarischer reformierter Bischof
- Barthas, Louis (1879–1952), französischer Küfer, Weltkriegsteilnehmer und Autor
- Barthassat, Luc (* 1960), Schweizer Politiker

### Barthe
- Barthe, Adrien (1828–1898), französischer Komponist
- Barthe, Angéle de la († 1275), französisches Opfer der Hexenverfolgung
- Barthe, Cyril (* 1996), französischer Radrennfahrer
- Barthe, Engelhard (1906–1977), deutscher Organist, Cembalist, Dirigent, Chorleiter, Dozent und Komponist
- Barthe, Franck, französischer Mathematiker
- Barthe, Gilles (1906–1993), französischer römisch-katholischer Geistlicher und Bischof
- Barthe, Roger (1911–1981), französischer Hispanist, Okzitanist, Romanist und Lexikograf
- Bartheel, Carla (1902–1983), deutsche Schauspielerin, Fotografin und Autorin
- Bartheidel, Heinz (1938–2006), deutscher Politiker (CDU), MdL
- Bartheidel, Monica (1943–2012), deutsche Tischtennisspielerin
- Barthel, Adam (1897–1979), deutscher Politiker (KPD), MdL
- Barthel, Alexander († 1901), deutscher Theaterschauspieler
- Barthel, Baltfried (1915–2013), deutscher Lehrer und Politiker (SPD), MdL und Bürgermeister
- Barthel, Barbara (* 1940), deutsche Skilangläuferin
- Barthel, Bruno (1885–1956), sächsischer Mundartdichter
- Bärthel, Christian (* 1974), deutscher Funktionär der Deutschen Partei, Anhänger einer Kommissarischen ReichsregierungChristian Bärthel (* 1974)

Christian Bärthel (* 1974)

- Barthel, Danilo (* 1991), deutscher Basketballspieler
- Barthel, Denis (1916–2008), britischer Knabensopran
- Barthel, Dennis (* 1996), deutscher Volleyballspieler
- Barthel, Eckhardt (* 1939), deutscher Politiker (SPD)
- Barthel, Ernst (1890–1953), elsässischer Philosoph, Mathematiker und Erfinder
- Barthel, Francis (* 1961), französischer Fußballspieler
- Barthel, Friedrich (1881–1960), deutscher Journalist und Schriftsteller
- Barthel, Friedrich (1903–1989), deutscher Heimatforscher, Volkskundler, Mundartforscher und Mundartdichter
- Barthel, Gunar (* 1954), deutscher Galerist
- Barthel, Günter (* 1941), deutscher Ökonom und Orientalist
- Barthel, Gustav (1903–1973), deutscher Kunsthistoriker
- Barthel, Gustav Adolf (1819–1898), deutscher Porträtmaler
- Barthel, Heinrich (1814–1894), deutscher Ökonom und Landtagsabgeordneter
- Barthel, Heinrich Johann, deutscher Tischler und Politiker (SPD)
- Barthel, Hellmuth (* 1927), deutscher Geograph
- Barthel, Helmut (* 1953), deutscher Politiker (SPD), MdL
- Barthel, Henner (* 1947), deutscher Sprachwissenschaftler und Hochschullehrer
- Barthel, Herbert (1895–1945), deutscher Politiker (NSDAP), MdR und SA-Führer
- Barthel, Hermann (1875–1941), deutscher Schlosser und Unternehmer
- Bärthel, Hermann (* 1932), deutscher Hörfunksprecher und Mundartdichter
- Barthel, Holger (* 1959), deutscher Filmregisseur
- Barthel, Johann Kaspar (1697–1771), deutscher katholischer Kirchenrechtler und Hochschullehrer
- Barthel, Johannes (1931–2015), deutscher Werkstoffwissenschaftler und Festkörperphysiker
- Barthel, Jörg (* 1962), deutscher Fußballspieler
- Barthel, Josy (1927–1992), luxemburgischer Leichtathlet und Olympiasieger
- Barthel, Jutta (1921–2007), deutsche Tänzerin, Tanzpädagogin, Choreographin und Ballettmeisterin
- Barthel, Karl (1817–1853), deutscher Literaturhistoriker, Lehrer und Theologe
- Barthel, Karl (1907–1974), deutscher KPD- und SED-Funktionär, MdR
- Barthel, Karl Wolfgang (1929–2018), deutscher Schriftsteller und Journalist
- Barthel, Karl-Heinrich (1905–1975), deutscher Mediziner und Politiker (NSDAP, NDPD), MdV
- Barthel, Kay (* 1971), deutscher Politiker (CDU), MdL
- Barthel, Klaus (* 1955), deutscher Politiker (SPD), MdB
- Barthel, Kurt (1914–1967), deutscher Schriftsteller, Lyriker, Dramatiker, Dramaturg, Kulturpolitiker
- Barthel, Kurt (1921–2007), deutscher Politiker (SPD), MdA
- Barthel, Kurt (1931–2014), deutscher Filmregisseur und Drehbuchautor
- Barthel, Kurt (* 1932), deutscher Offizier, Generalmajor des Heeres der Bundeswehr
- Barthel, Lars (* 1953), deutscher Kameramann und Hochschullehrer
- Barthel, Lothar (1937–2020), deutscher Jurist und Politiker (CDU), MdV, MdB
- Barthel, Lotte (1912–1992), deutsche Schauspielerin
- Barthel, Ludwig Friedrich (1898–1962), deutscher Erzähler und Essayist
- Barthel, Maila (* 1969), deutsche Schauspielerin, Autorin und Diseuse
- Barthel, Manfred (1924–2007), deutscher Schriftsteller, Drehbuchautor, Journalist und Kritiker
- Barthel, Manfred (1928–1989), deutscher Militär, Generalleutnant der LSK/LV der Nationalen Volksarmee
- Barthel, Marc (* 1989), deutscher Sänger, Schauspieler, Songwriter und SynchronsprecherMarc Barthel (* 1989)

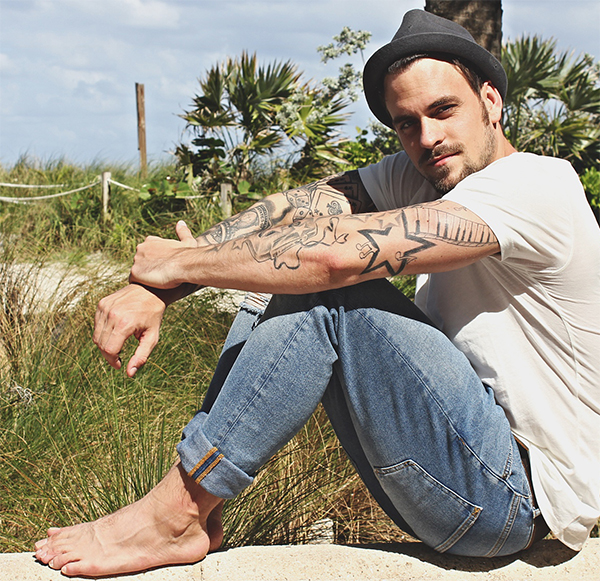
Marc Barthel (* 1989)

- Barthel, Marcel (* 1990), deutscher WrestlerMarcel Barthel (* 1990)

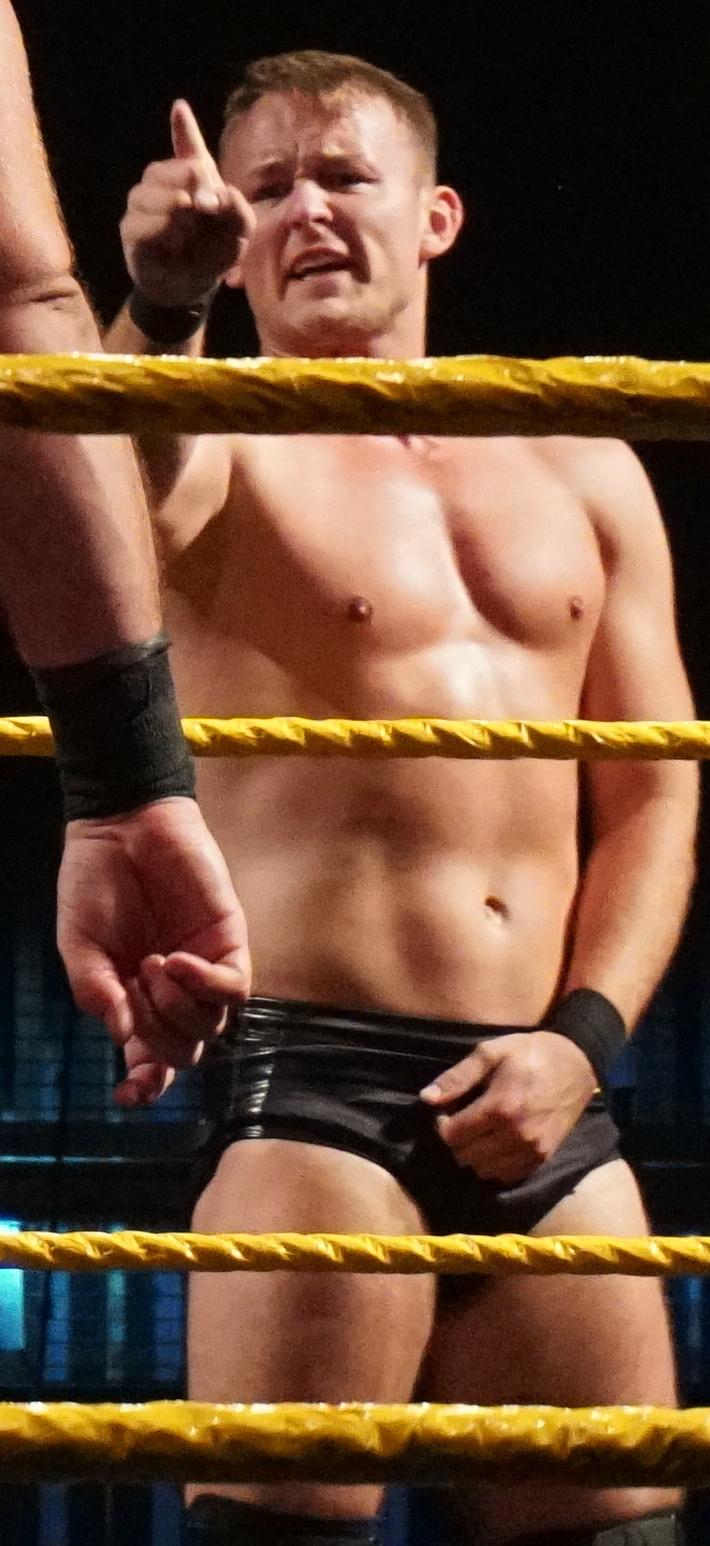
Marcel Barthel (* 1990)

- Barthel, Marko (* 1977), deutscher Endurosportler
- Barthel, Max (1863–1921), deutscher Ingenieur
- Barthel, Max (1893–1975), deutscher Schriftsteller
- Barthel, Meghan (* 2000), deutsche Volleyballspielerin
- Barthel, Melchior (1625–1672), deutscher Bildhauer
- Barthel, Michael (1899–1960), deutscher Politiker (NSDAP), MdR
- Barthel, Michael (* 1944), deutscher Politiker (SPD) und Künstler
- Barthel, Michelle (* 1993), deutsche Schauspielerin
- Barthel, Mona (* 1990), deutsche Tennisspielerin
- Barthel, Neelesha (* 1977), deutsche Regisseurin, Drehbuchautorin und Schauspielerin
- Barthel, Oswald († 1508), Bergmann
- Barthel, Otto (1895–1975), deutscher Lehrer und Schriftsteller
- Barthel, Paul (1862–1933), deutscher Genre- und Landschaftsmaler
- Barthel, Paul (* 1871), deutscher Politiker (USPD)
- Barthel, Petra (* 1951), deutsche Schauspielerin, Autorin und Synchronsprecherin
- Barthel, René (* 1982), deutscher Politiker (CDU), MdL
- Barthel, Rolf (1932–2023), deutscher Regionalhistoriker und Major a. D.
- Barthel, Rudolf (1908–1978), deutscher Musikerzieher, Dirigent, Arrangeur und Komponist
- Barthel, Sabine (* 1962), deutsche Politikerin (AfD), MdL
- Barthel, Thomas Sylvester (1923–1997), deutscher Ethnologe und Hochschullehrer
- Barthel, Timo (* 1996), deutscher WasserspringerTimo Barthel (* 1996)

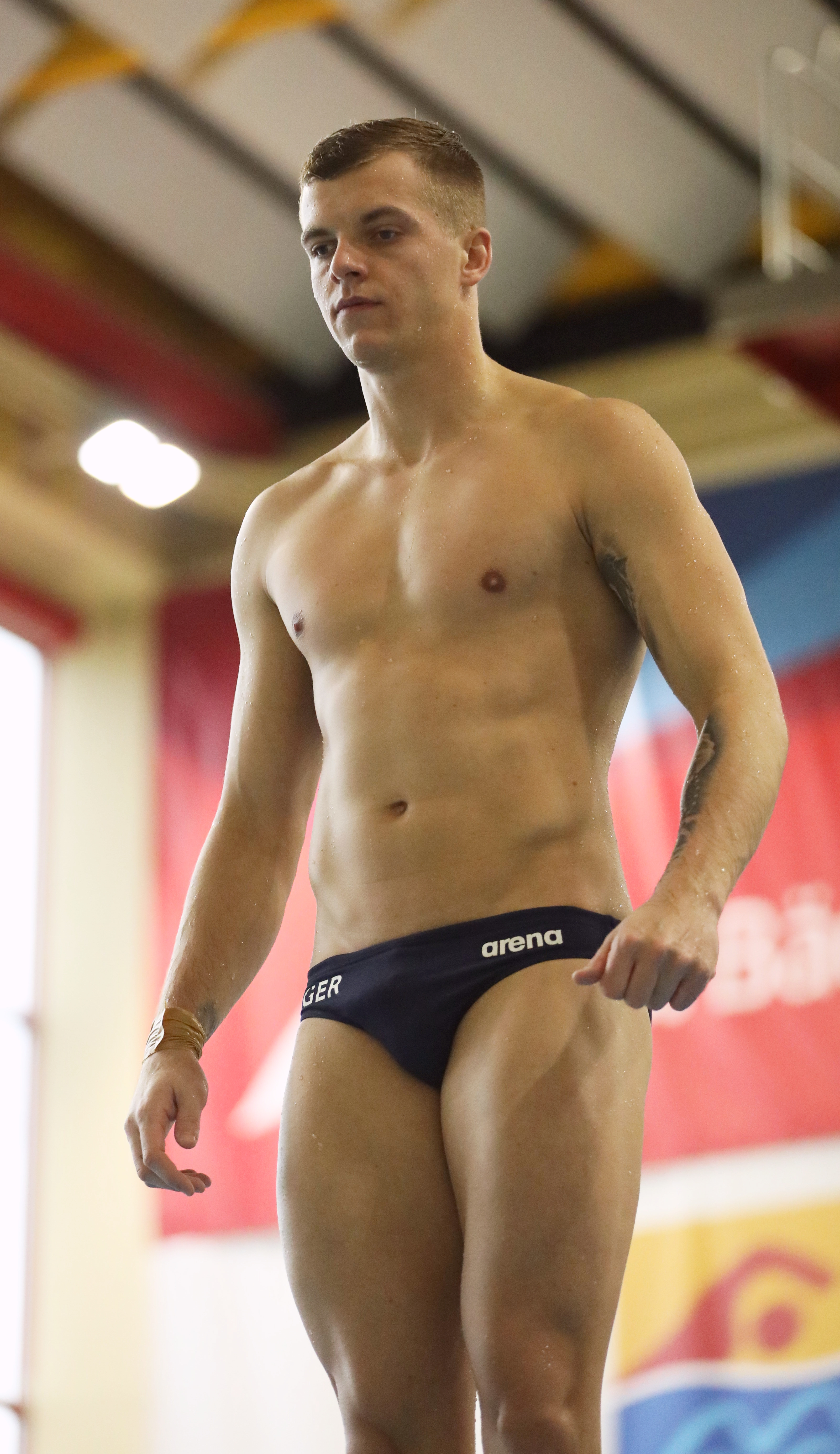
Timo Barthel (* 1996)

- Barthel, Waldfried (1913–1979), deutscher Filmunternehmer und Diplomat
- Barthel, Walter (1880–1915), deutscher provinzialrömischer Archäologe und Althistoriker
- Barthel, Walter (1931–2003), deutscher Journalist und Doppelagent
- Barthel, Woldemar (1928–2010), deutscher Mathematiker und Hochschullehrer
- Barthel, Zhenqi (* 1987), deutsche Tischtennisspielerin
- Barthel-Winkler, Lisa (1893–1966), deutsche Schriftstellerin
- Barthelemí, Yan (* 1980), kubanischer Boxer
- Barthélemon, Cecilia Maria (1767–1859), englische Sängerin, Komponistin, Pianistin und Organistin
- Barthélemy de Quincy († 1302), Marschall des Templerordens
- Barthélemy de Roye († 1237), Großkämmerer von Frankreich
- Barthélémy, Albert (1906–1988), französischer Radrennfahrer
- Barthélemy, Anita-Dolores (* 1949), deutsche Boulespielerin
- Barthélemy, Auguste-Marseille (1796–1867), französischer Dichter
- Barthélemy, Claude (1945–2020), haitianischer Fußballspieler und -trainer
- Barthélemy, Claude (* 1956), französischer Jazz-Gitarrist und Bigband-Leiter
- Barthélemy, Dominique (1921–2002), französischer Bibelwissenschaftler
- Barthélemy, Dominique (* 1953), französischer Historiker
- Barthélemy, François (1747–1830), französischer Diplomat und Politiker
- Barthélémy, Honoré (1891–1964), französischer Radrennfahrer
- Barthélemy, Jean-Jacques (1716–1795), französischer Gräzist, Altertumsforscher, Numismatiker, Schriftsteller, Mitglied der Académie des Inscriptions et Belles-Lettres und Mitglied der Académie française
- Barthélémy, Laure (* 1988), französische Skilangläuferin
- Barthelemy, Marcellino (* 1972), vanuatuischer Politiker
- Barthélemy, Marie Joseph (1867–1951), französischer Offizier, zuletzt Generalmajor und Mitglied der IMKK
- Barthélémy, Maurice (1871–1922), Landtagsabgeordneter
- Barthélémy, Olivier (* 1979), französischer Schauspieler
- Barthélémy, Olivier (* 1993), französischer Beachvolleyballspieler
- Barthelemy, Rances (* 1986), kubanischer Boxer im Superfedergewicht und Linksausleger
- Barthélemy, René (1889–1954), französischer Ingenieur
- Barthélémy, Stanislas (* 1961), französischer Comicautor
- Barthelemy, Valerie (* 1991), belgische Triathletin
- Barthélemy-Saint-Hilaire, Jules (1805–1895), französischer Gelehrter und Staatsmann
- Barthelmann, Fritz (1892–1962), deutscher Sportfunktionär
- Barthelmäs, Adolf (1900–1976), deutscher Beamter
- Barthelme, Alois, deutscher Kommunalpolitiker
- Barthelme, Donald (1931–1989), amerikanischer SchriftstellerDonald Barthelme (1931–1989)

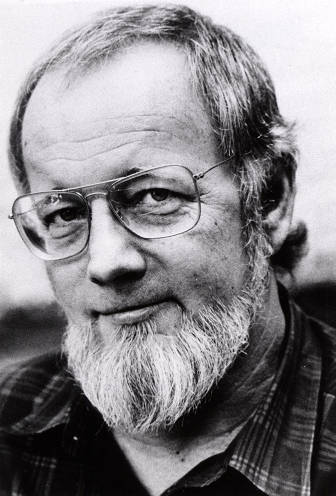
Donald Barthelme (1931–1989)

- Barthelme, Frederick (* 1943), US-amerikanischer Schriftsteller
- Barthelme, Hugo (1822–1895), deutscher Historienmaler und Freskant
- Barthelmebs, Raymond (1934–2011), französischer Fußballspieler
- Barthelmes, Gretchen (1874–1945), deutsche Schriftstellerin
- Barthelmes, Heinrich (1909–1985), deutscher Komponist, Organist und Musikpädagoge
- Barthelmes, Johannes (* 1953), deutscher Jazz-Musiker und Fotograf
- Barthelmes, Jürgen (* 1944), Schriftsteller und Wissenschaftler
- Barthelmes, Raimund (1947–2019), deutscher Filmeditor
- Barthelmeß, Alfred (1910–1987), deutscher Biologe und Hochschullehrer
- Barthelmess, Christian (1854–1906), deutsch-amerikanischer Soldat und Fotograf
- Barthelmess, Hans (1887–1916), deutscher Grafiker und Maler
- Barthelmess, Nikolaus (1829–1889), deutscher Kupferstecher
- Barthelmess, Richard (1895–1963), US-amerikanischer SchauspielerRichard Barthelmess (1895–1963)

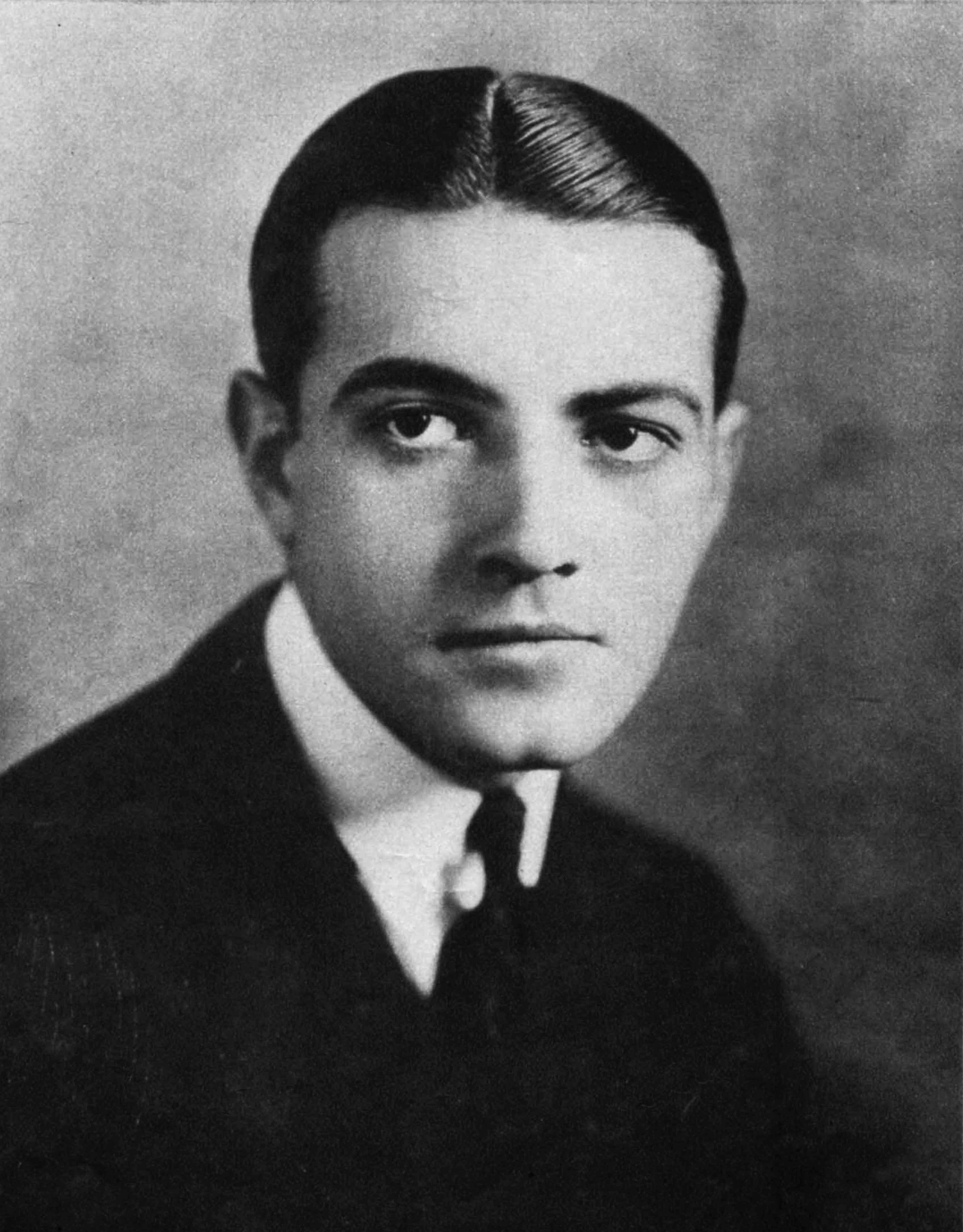
Richard Barthelmess (1895–1963)

- Barthelmess, Rudolf (1862–1939), deutscher Genre- und Porträtmaler der Düsseldorfer Schule
- Barthelmess, Wieland (* 1955), deutscher Kunsthistoriker, Autor und Galerist
- Barthelmey, Peter (1945–2019), deutscher Handballspieler und -trainer
- Barthelmös, Rudolf (1894–1957), deutscher Politiker (SPD/SED)
- Barthels, Ernst (1886–1976), deutscher Theater- und Filmschauspieler
- Barthels, Konrad (1607–1662), deutscher lutherischer Theologe
- Barthels, Philipp (1794–1874), deutscher Textilfabrikant
- Barthels, Philipp (1838–1906), deutscher Textilfabrikant, Präsident der Handelskammer zu Barmen
- Barthels, Wolfgang (* 1940), deutscher Fußballspieler
- Barthelt, Klaus (1926–2008), deutscher Industriemanager in der Energiewirtschaft
- Barthélus, Charles Peters (* 1970), haitianischer Geistlicher und römisch-katholischer Bischof von Port-de-Paix
- Barthen, Christian (* 1984), deutscher Organist, Pianist, Cembalist und Kirchenmusiker
- Barthes, Herwig (* 1971), deutscher Jazztrompeter
- Barthès, Pierre (* 1941), französischer Tennisspieler
- Barthes, Roland (1915–1980), französischer Literaturkritiker, Schriftsteller, Philosoph und SemiotikerRoland Barthes (1915–1980)

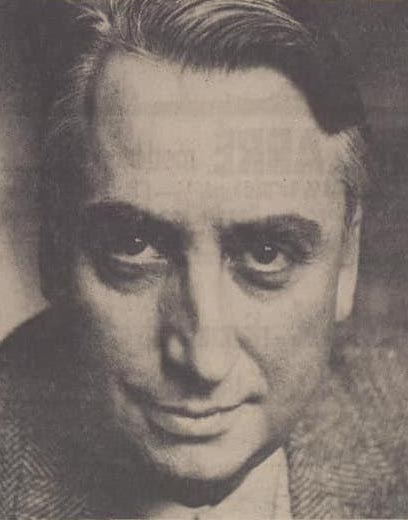
Roland Barthes (1915–1980)

- Barthet, Anne-Sophie (* 1988), französische Skirennläuferin
- Barthet, Armand (1820–1874), französischer Schriftsteller
- Barthez de Marmorières, Guillaume (1707–1799), französischer Ingenieur und Enzyklopädist
- Barthez, Fabien (* 1971), französischer Fußballtorwart und Automobilrennfahrer
- Barthez, Paul Joseph (1734–1806), französischer Mediziner und Enzyklopädist
- Barthezz (* 1980), niederländischer DJ

### Barthl
- Barthle, Norbert (* 1952), deutscher Politiker (CDU)
- Barthlmé, Anton (1867–1943), österreichisch-böhmischer Cellist, Dirigent, Komponist und Musikpädagoge
- Barthlott, Wilhelm (* 1946), deutscher Botaniker, Bioniker und Materialwissenschaftler

### Bartho
- Barthol, Guido (1870–1932), Stadtrat und Kunstdezernent in Leipzig
- Barthold Völkerling (1568–1618), deutscher Geistlicher und Chronist
- Barthold, Erich (1920–2000), deutscher Kaufmann und Politiker (CDU)
- Barthold, Friedrich Wilhelm (1799–1858), deutscher Historiker
- Barthold, Georg Theodor (1669–1713), deutscher Mediziner
- Barthold, Oskar (1904–1980), deutscher Puppenspieler, Maler und Grafiker
- Barthold, Sebastian (* 1991), norwegischer Handballspieler
- Barthold, Werner (1908–1996), deutscher Beamter und Rechtsanwalt
- Bartholdi, Adolf Gideon (1688–1768), deutscher Pädagoge
- Bartholdi, Christian Friedrich († 1707), brandenburgisch-preußischer Kommunalpolitiker und Diplomat
- Bartholdi, Christian Friedrich von (1668–1714), brandenburgisch-preußischer Diplomat und Rechtsgelehrter
- Bartholdi, Frédéric-Auguste (1834–1904), französischer BildhauerFrédéric-Auguste Bartholdi (1834–1904)

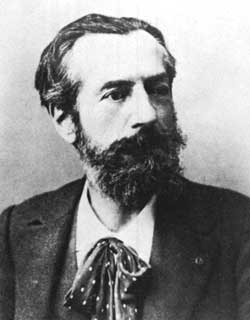
Frédéric-Auguste Bartholdi (1834–1904)

- Bartholdi, Friedrich Heinrich von (1677–1730), brandenburgisch-preußischer Kommunalpolitiker und Diplomat
- Bartholdi, Gottfried Benjamin (1778–1819), deutscher Pädagoge, Verschwörer und Militär
- Bartholdt, Fritz (1920–1988), deutscher Schauspieler
- Bartholdt, Richard (1855–1932), US-amerikanischer Politiker deutscher Herkunft
- Bartholdy, Annette, Schweizer Bratschistin
- Bartholdy, Björn (* 1965), deutscher Mediendesigner und Hochschullehrer
- Bartholdy, Georg Wilhelm (1765–1815), deutscher Pädagoge, Zeitschriftenherausgeber und Schriftsteller
- Bartholdy, Jakob Ludwig Salomon (1779–1825), preußischer Diplomat
- Bartholdy, Martin (1904–1965), deutscher Archivar und Schriftsteller
- Bartholet-Schwarzmann, Caroline (* 1969), Schweizer Politikerin (FDP)
- Bartholin, Caspar der Ältere (1585–1629), dänischer Universalgelehrter
- Bartholin, Caspar der Jüngere (1655–1738), dänischer Anatom
- Bartholin, Erasmus (1625–1698), dänischer Wissenschaftler
- Bartholin, Thomas (1616–1680), dänischer Anatom
- Bartholin, Thomas (1659–1690), dänischer Historiker und Archivar
- Bartholl, Aram (* 1972), deutscher Medienkünstler
- Bartholmä, Johann Georg (1805–1839), deutscher Schriftsteller
- Bartholmös, Ulrich (* 1986), deutscher Manager und Extremsportler
- Bartholomae, Christian (1855–1925), deutscher Sprachwissenschaftler, Iranist und Indologe
- Bartholomae, Fritz (1886–1915), deutscher Ruderer
- Bartholomae, Joachim (* 1956), deutscher Schriftsteller und Soziologe
- Bartholomae, Willi (1885–1955), deutscher Ruderer
- Bartholomaeus Anglicus, franziskanischer Scholastiker und Autor
- Bartholomaeus Coloniensis, deutscher Humanist und Rektor der Mindener Domschule
- Bartholomæus Deichman (1671–1731), dänisch-norwegischer Bischof von Oslo
- Bartholomäi Kühne, Carl (1790–1857), deutscher Verwaltungsjurist, Rittergutsbesitzer und Parlamentarier im Großherzogtum Sachsen-Weimar-Eisenach
- Bartholomäi, Alexis von (1784–1839), russischer Generalleutnant
- Bartholomäi, Florian (* 1987), deutscher SchauspielerFlorian Bartholomäi (* 1987)

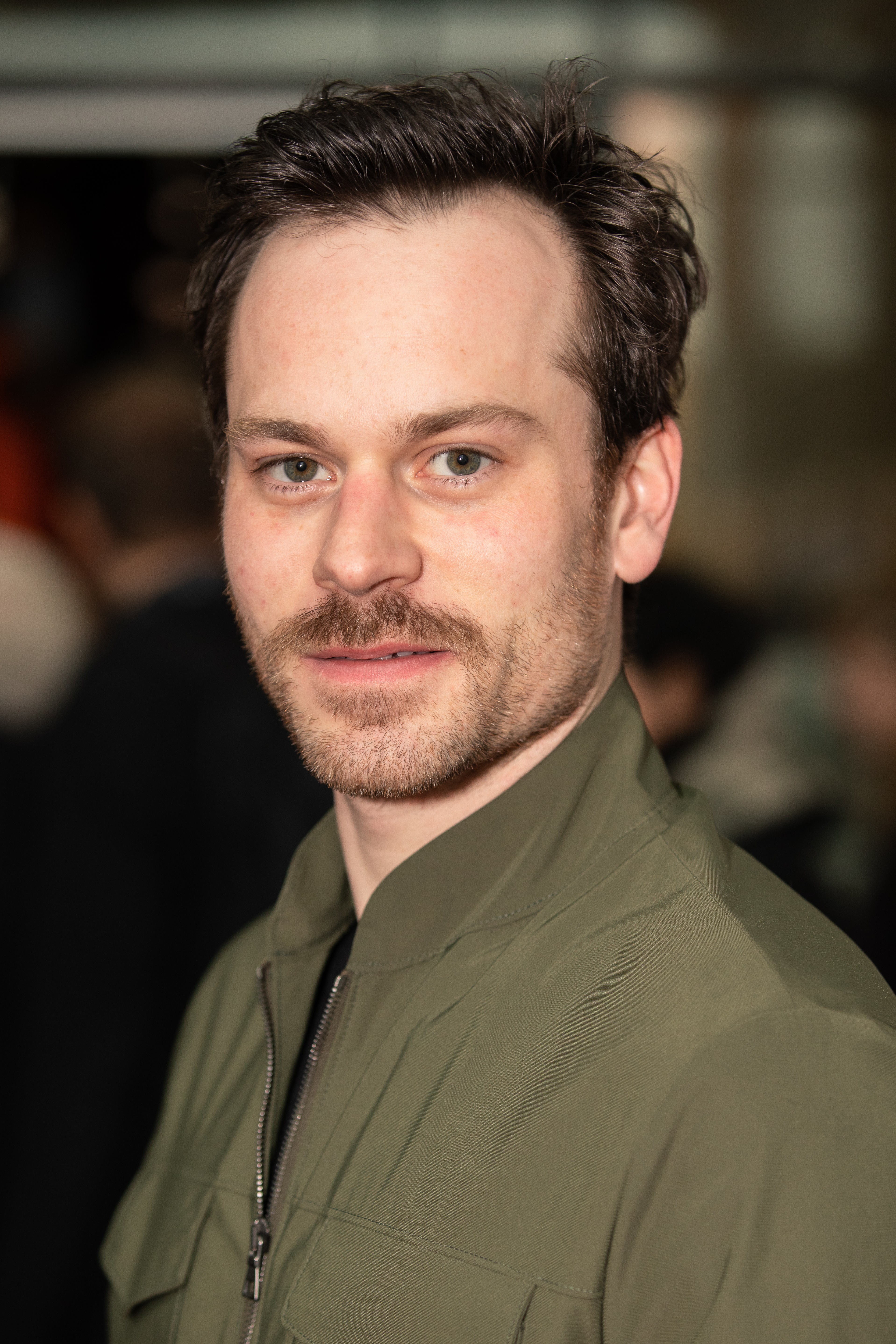
Florian Bartholomäi (* 1987)

- Bartholomäi, Fürchtegott Leberecht (* 1794), deutscher Lehrer und Autor
- Bartholomäi, Johann Christian (1708–1776), deutscher Bibliothekar und Gelehrter
- Bartholomäi, Reinhart (* 1936), deutscher Soziologe und Politiker (SPD)
- Bartholomaios von Arianz (* 1968), griechisch-orthodoxer Bischof
- Bartholomaios von Edessa, byzantinischer Theologe
- Bartholomäus, ApostelBartholomäus
- Bartholomäus, pommerscher Adliger

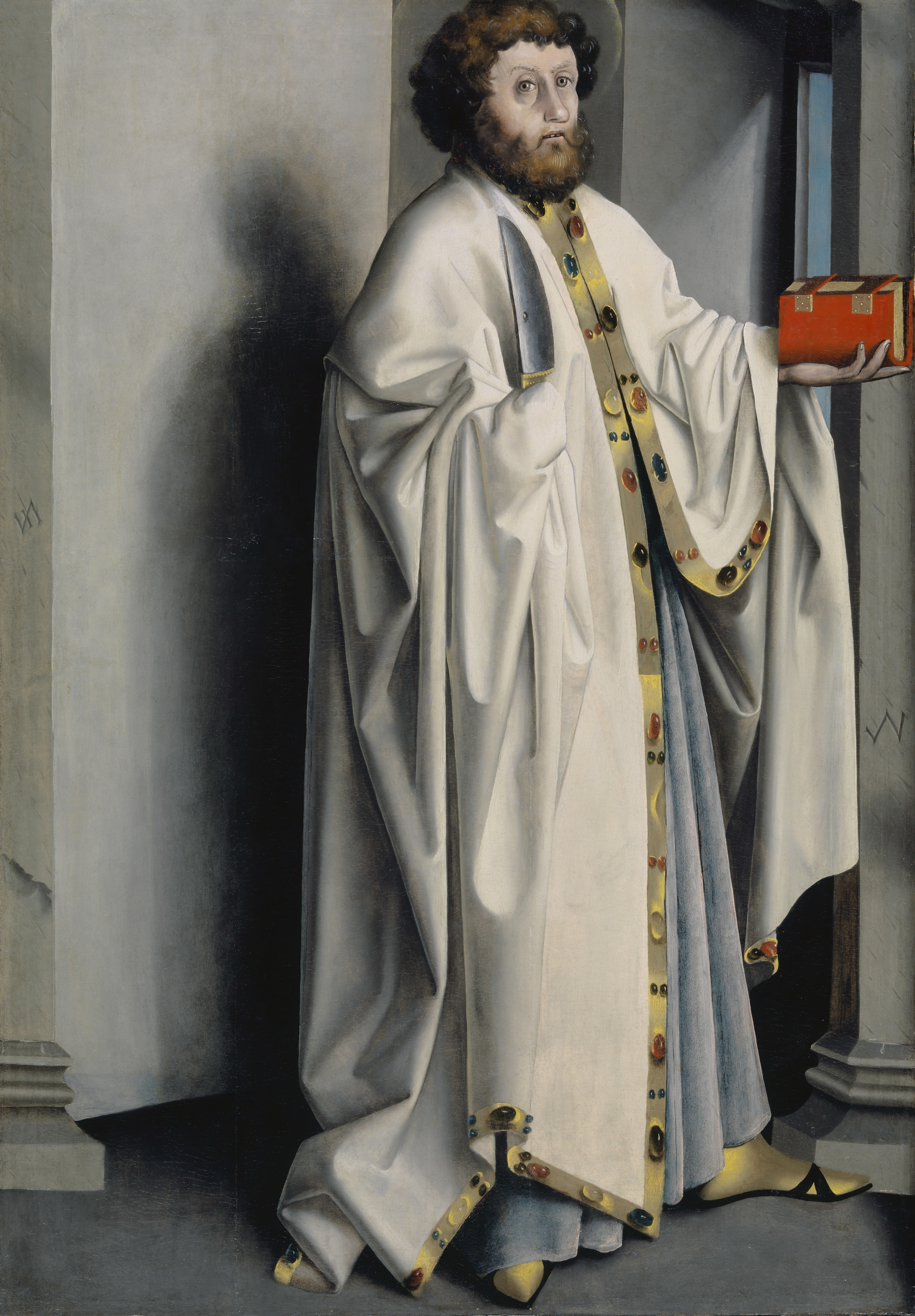
Bartholomäus

- Bartholomäus I. (* 1940), türkischer Geistlicher, Patriarch von Konstantinopel
- Bartholomäus Querini († 1307), Bischof von Trient
- Bartholomäus van der Lake († 1468), deutscher Kleriker, Notar und Stadtsekretär
- Bartholomäus von Cremona, italienischer Franziskaner, der an der Reise Wilhelm von Rubruks in die Mongolei teilgenommen hat
- Bartholomäus von Grottaferrata, italienischer Mönch und Heiliger
- Bartholomäus von Hamm († 1353), Dombaumeister am Kölner Dom
- Bartholomäus von Münsterberg († 1515), Herzog von Münsterberg und Troppau; Graf von Glatz
- Bartholomäus von Pisa, Franziskaner
- Bartholomäus von Salerno, italienischer Arzt des hohen Mittelalters
- Bartholomäus von Simeri († 1130), griechischer Mönch, Klostergründer, Heiliger
- Bartholomäus von Stettin, pommerscher Adliger
- Bartholomäus, Adam, kurpfälzischer Hofprediger und Pfarrer in Bretten und Ulm
- Bartholomäus, Adolph (1843–1891), deutscher Eisenbahningenieur und Politiker, MdL (Königreich Sachsen)
- Bartholomäus, Elke, deutsche Vokalistin und Komponistin
- Bartholomäus, Gustav (1924–2009), deutscher Flottillenadmiral (Marine der Bundeswehr)
- Bartholomäus, Heidrun (* 1957), deutsche Schauspielerin und Synchronsprecherin
- Bartholomäus, Heinrich (1900–1960), deutscher Politiker (NSDAP) und Oberbürgermeister der Stadt Worms
- Bartholomäus, Herbert (1910–1973), deutscher Maler, Grafiker und Illustrator
- Bartholomäus, Horst (* 1927), deutscher Fußballspieler
- Bartholomäus, Regina (* 1944), deutsche Basketballspielerin
- Bartholomäus, Talin (* 2008), deutscher Schauspieler
- Bartholomäus, Thomas (* 1971), deutscher Schauspieler, Hörspiel- und Synchronsprecher und Schauspiel-Coach
- Bartholomäus, Ulrike (* 1965), deutsche JournalistinUlrike Bartholomäus (* 1965)

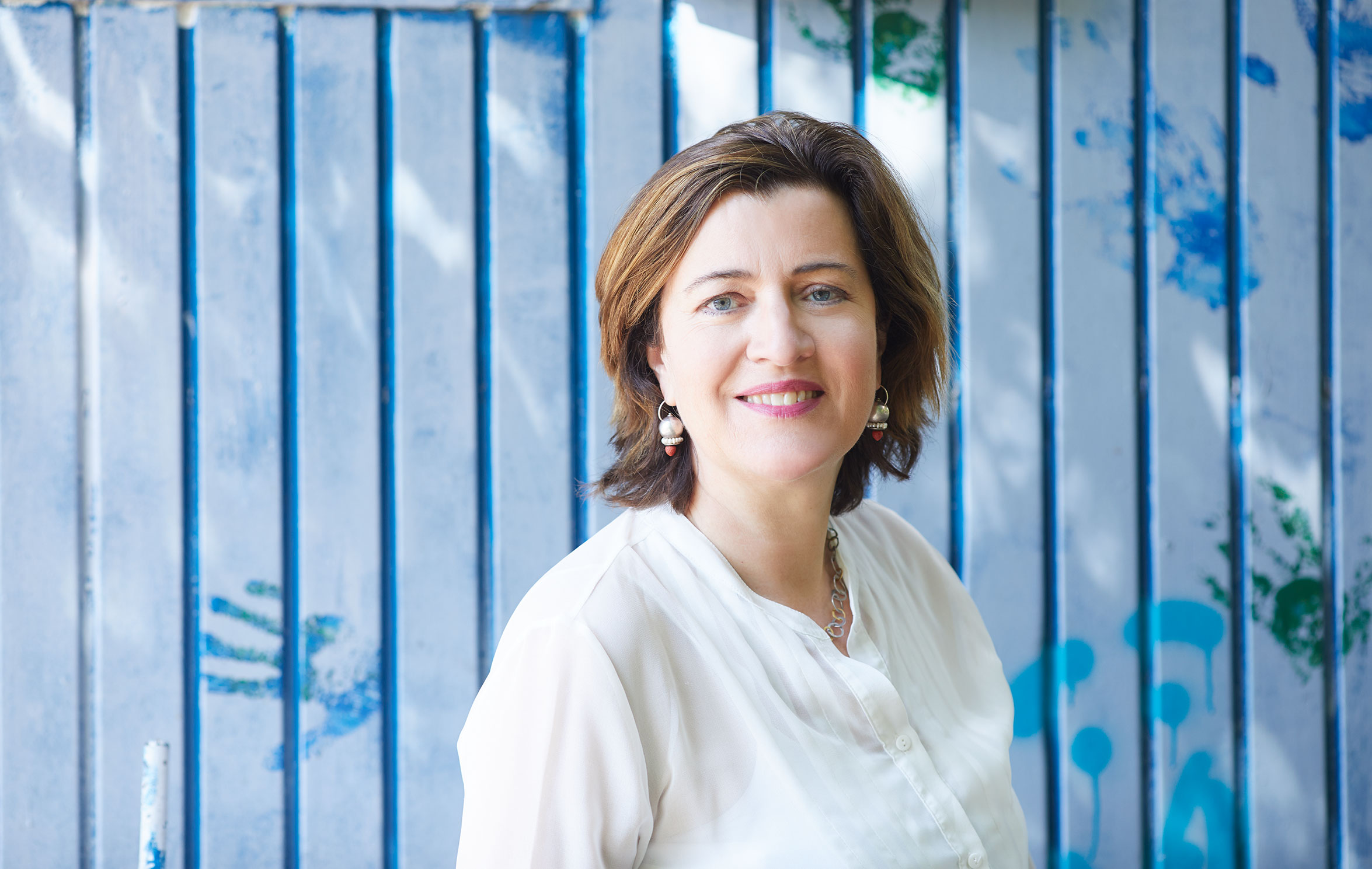
Ulrike Bartholomäus (* 1965)

- Bartholomäus, Walter (* 1983), österreichischer Eishockeyspieler
- Bartholomäus, Wolfgang (1934–2008), deutscher römisch-katholischer Theologe und Hochschullehrer
- Bartholomé, Albert (1848–1928), französischer Maler und Bildhauer
- Bartholome, Bruno (1927–1994), deutscher Marathonläufer
- Bartholomé, Ernst (1908–1990), deutscher Chemiker
- Bartholomé, Monika (* 1950), deutsche Künstlerin
- Bartholome, Peter William (1893–1982), US-amerikanischer Geistlicher, Bischof von Saint Cloud
- Bartholomée, Pierre (* 1937), belgischer Komponist und Dirigent
- Bartholomeus von Capua (1248–1328), Jurist und Logothet des Königreichs Sizilien
- Bartholomew († 1184), anglonormannischer Geistlicher, Bischof von Exeter
- Bartholomew, Billy (1901–1972), britischer Jazz- und Unterhaltungsmusiker
- Bartholomew, Bob, US-amerikanischer Basketballspieler
- Bartholomew, Bob (* 1944), US-amerikanischer Gewichtheber
- Bartholomew, Dave (1918–2019), US-amerikanischer Rhythm-and-Blues- und Jazz-Musiker
- Bartholomew, Freddie (1924–1992), britisch-amerikanischer Kinderschauspieler und späterer Fernsehregisseur und -produzentFreddie Bartholomew (1924–1992)

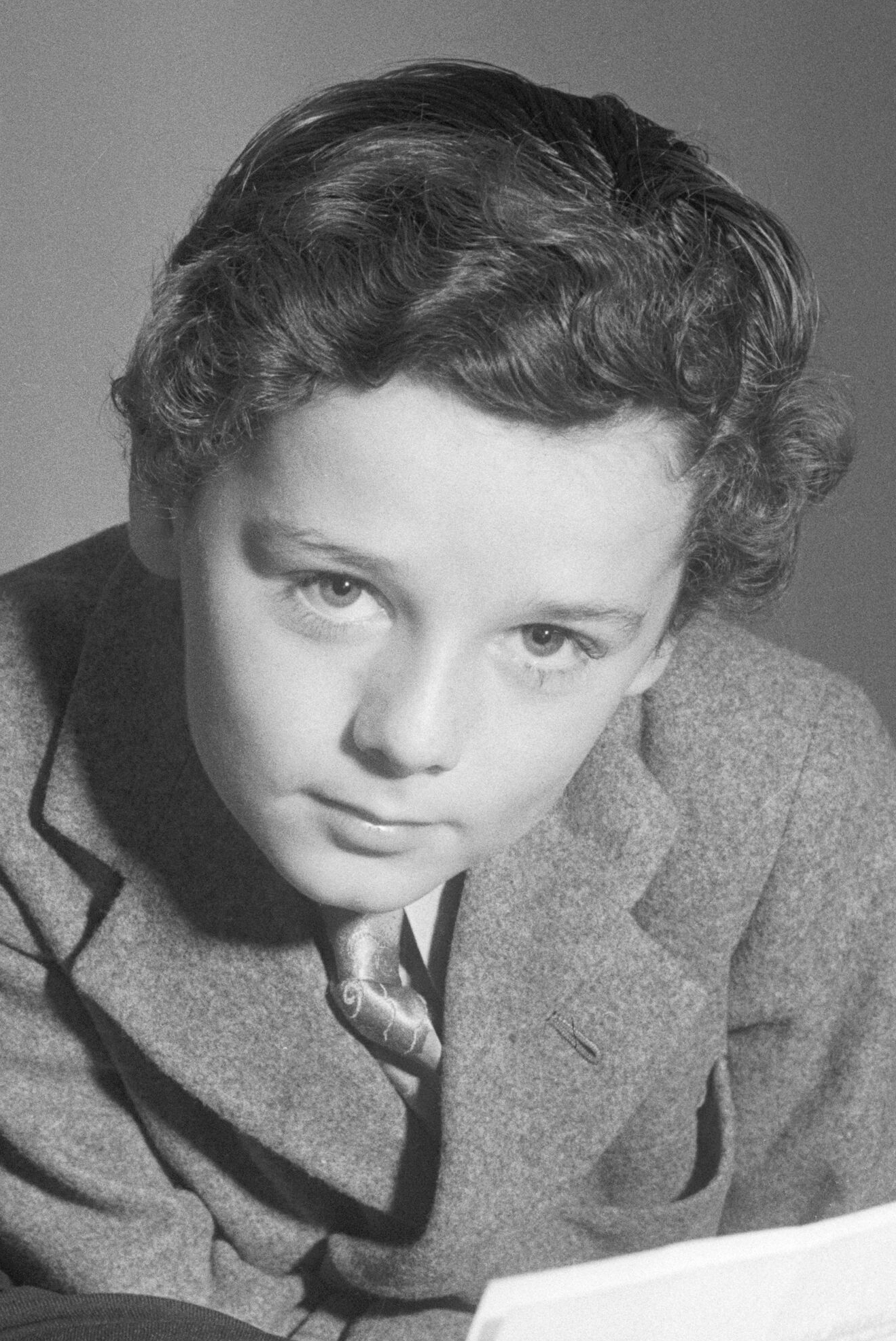
Freddie Bartholomew (1924–1992)

- Bartholomew, Greg (* 1957), US-amerikanischer Komponist
- Bartholomew, Kenneth (1920–2012), US-amerikanischer Eisschnellläufer
- Bartholomew, Kim, US-amerikanische Informatikerin, Bogenschützin und Bogenbiathletin
- Bartholomew, Phyllis (1914–2002), britische Weitspringerin
- Bartholomew, Reginald (1936–2012), US-amerikanischer Diplomat
- Bartholomew, Robert (1936–2021), US-amerikanischer Gewichtheber
- Bartholomew, Sarah J. (* 1991), US-amerikanische Schauspielerin, Synchronsprecherin, Sängerin und Tänzerin
- Bartholomew, William (1877–1962), britischer General
- Bartholomeyczik, Horst (1903–1975), deutscher Zivilrechtler und SS-Obersturmbannführer
- Bartholomeyczik, Sabine (* 1944), deutsche Pflege- und Sozialwissenschaftlerin
- Bartholot, Ludwig (* 1907), deutscher Fußballtrainer
- Bartholotti von Partenfeld, Johann Baptist (1701–1745), Reichsgraf, Pandurenkommandeur
- Bartholow, Robert (1831–1904), US-amerikanischer Arzt
- Barthou, Louis (1862–1934), französischer PolitikerLouis Barthou (1862–1934)

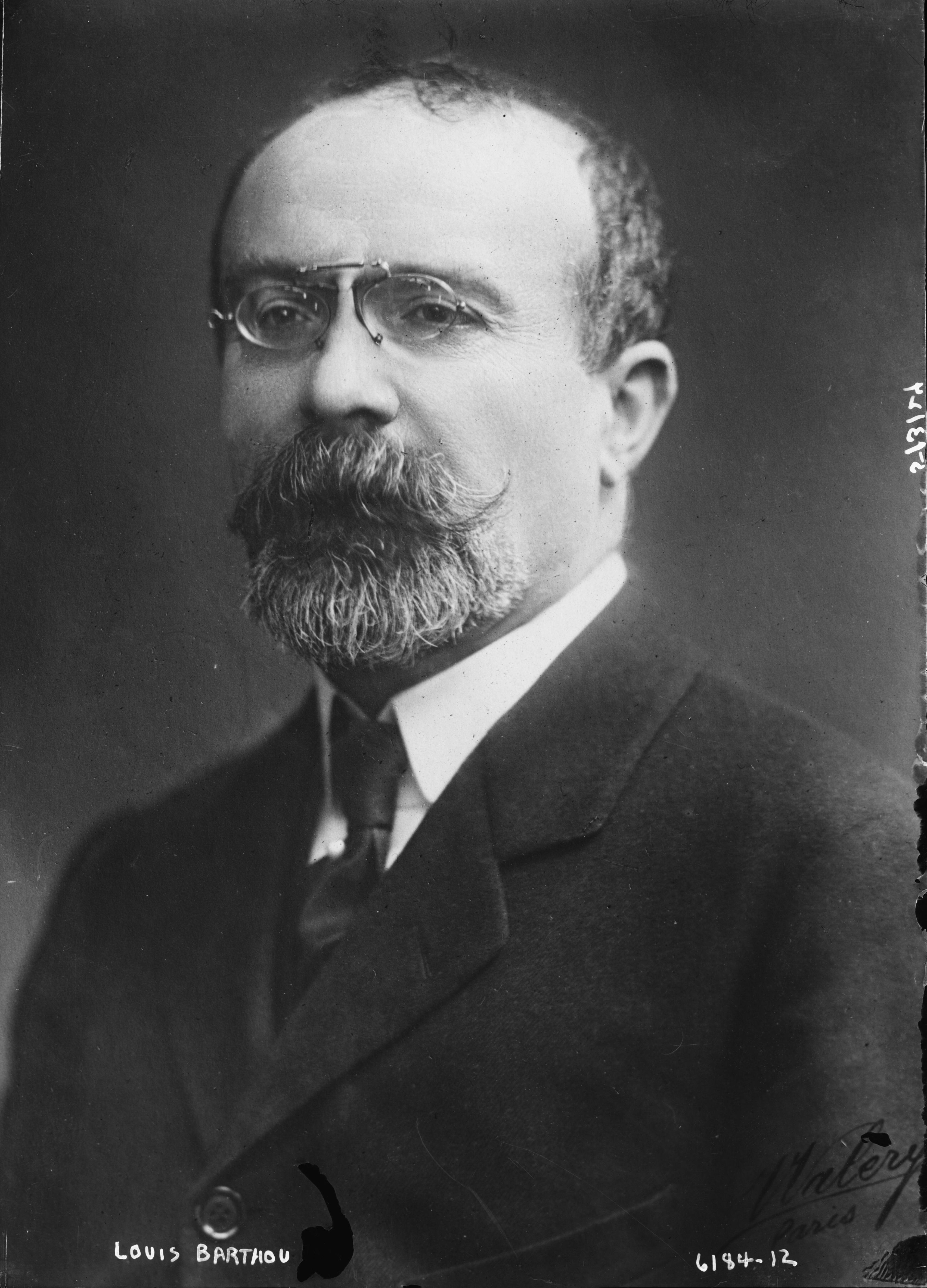
Louis Barthou (1862–1934)

- Barthoulot, Nathalie (* 1968), Schweizer Politikerin (SP)

### Barthr
- Barthruff, Ulrike (1953–2024), deutsche Schauspielerin und Hörspielsprecherin